# ニカイア攻囲戦
ニカイア攻囲戦（ニカイアこういせん、英: Siege of Nicaea）は、第1回十字軍の主要な戦闘の一つ。1097年5月14日から6月19日にかけてルーム・セルジューク朝の首都ニカイアを十字軍および東ローマ帝国軍が包囲した。ニカイアは十字軍ではなく東ローマの方に降伏した。

## 背景
アナトリア半島の北西部、アスカニウス湖の東岸にあるニカイアは1077年にセルジューク朝が東ローマ帝国から奪い、この戦いの時点ではルーム・セルジューク朝が首都としていた。守備兵はテュルク人が多かったが、市民の大半はギリシア人であり東ローマ帝国はその奪回を目指していた。
ニカイア包囲の前年である1096年、西欧諸公の参加する十字軍に先立って「民衆十字軍」がアナトリア半島に上陸し、ニカイア周囲の農村を略奪して回った。ルーム・セルジューク朝のクルチ・アルスラーン1世はこれをたやすく破り去っており、この次に来る十字軍本隊の武力を軽く見てしまっていた。クルチ・アルスラーン1世は妻子をニカイアに残し、アナトリア半島中部のメリテネの支配を巡るダニシュメンド朝との戦いに出陣した。

## 包囲
1097年4月末、十字軍は東ローマの首都コンスタンティノープルを発ちボスポラス海峡を渡り、最初の大都市となるニカイアの包囲に取り掛かった。ゴドフロワ・ド・ブイヨンがニカイア城下に一番乗りし、タラント公ボエモン、その甥のタンクレード、トゥールーズ伯レーモン、フランドル伯ロベール2世らが後に続いた。この軍勢には、民衆十字軍の生存者やその指導者であった隠者ピエール、さらに東ローマ帝国軍の将軍である Manuel Boutoumites の部隊も加わっていた。
彼らは5月6日にニカイアへ到着し、食糧の不足が深刻だったものの、海路と陸路で食糧を届けさせる手はずをボエモンが整えていた。十字軍は5月14日から攻城戦を開始し、諸公らがそれぞれの攻略位置の分担を決め、200もの塔や堅固な城壁に囲まれたニカイアを攻め始めた。ボエモンは市の北側に、ゴドフロワは東側に、レーモンおよび教皇使節ル・ピュイのアデマールらが南側に陣取った。

## クルチ・アルスラーン1世の敗北

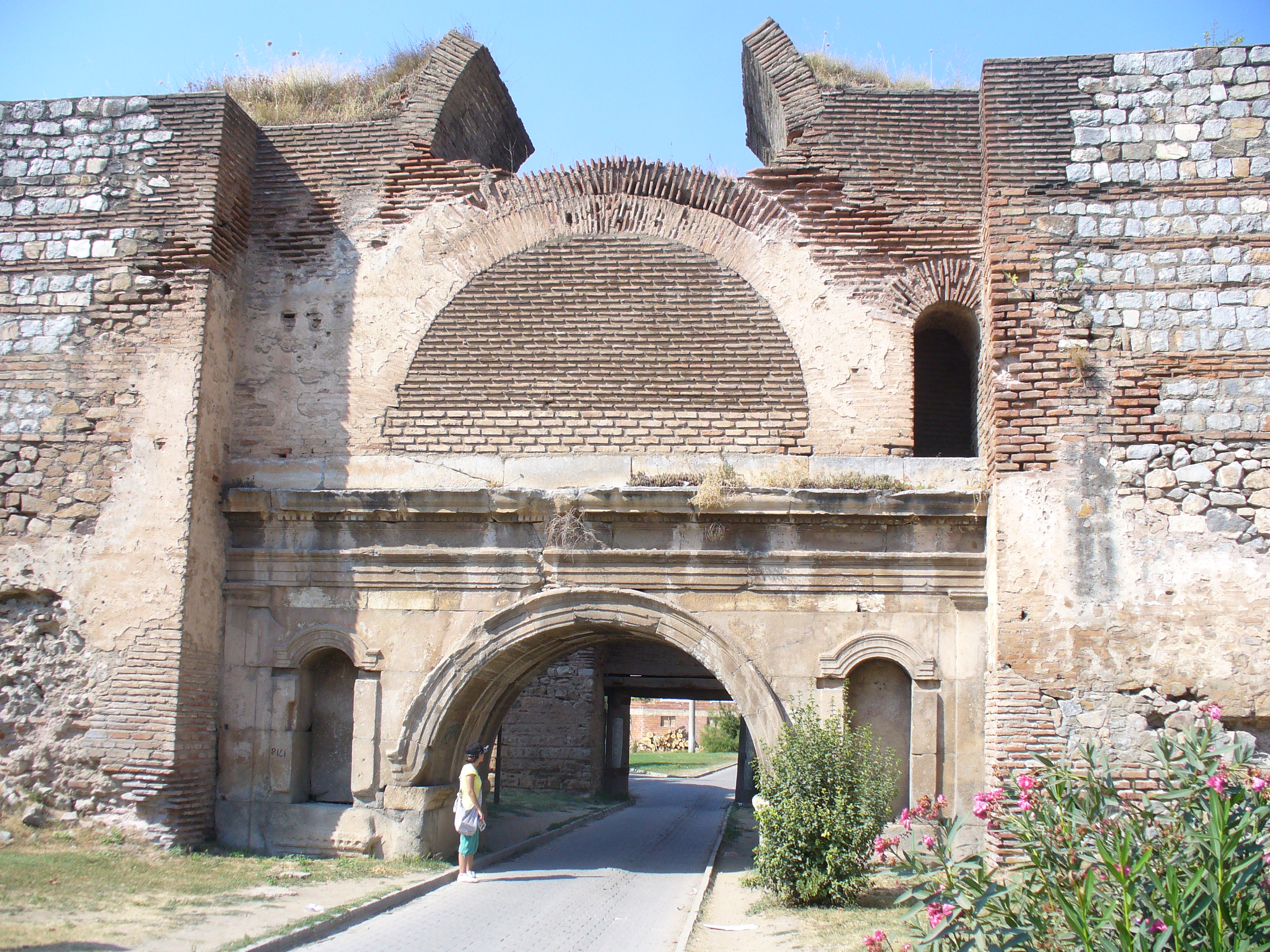
ニカイア（現在のイズニク）のイスタンブール門

5月16日、テュルク人の守備兵が城外へ攻撃に出たが、戦闘の結果200名ほどを失い退却を強いられた。彼らは東方のメリテネで戦っているクルチ・アルスラーン1世に応援を要請した。ニカイアに戻ってきたクルチ・アルスラーン1世はやがて十字軍本隊の強さを思い知ることとなる。先遣隊は5月20日にレーモンとロベール2世の部隊と衝突して敗北し、翌5月21日にはクルチ・アルスラーン1世の本隊が、夜中まで続いた激戦の末に敗北を喫した。両軍とも被害は甚大だったが、ついにクルチ・アルスラーン1世はニカイア守備兵の嘆願にもかかわらず撤退を決めた。この戦いの後、勝った十字軍側は投石機でセルジューク兵の首を城壁内の市街に投げ込み、立てこもる市民を脅かしたという（下の写本挿絵参照）。
5月の下旬には十字軍の後続が続々とニカイアに到着し、ノルマンディー公ロベール2世やブロワ伯エティエンヌ2世の部隊も6月始めに到着した。レーモンとアデマールは大きな攻城塔を建造して城壁の塔に近づけ、塔に立てこもる守備兵らと交戦し、一方で地下では工兵が城壁や塔の下にトンネルを掘り進んだ。トンネル上の塔は重みで崩れたが、攻城戦にそれ以上の進展はなかった。

## 東ローマ帝国軍の到着とニカイアの降伏

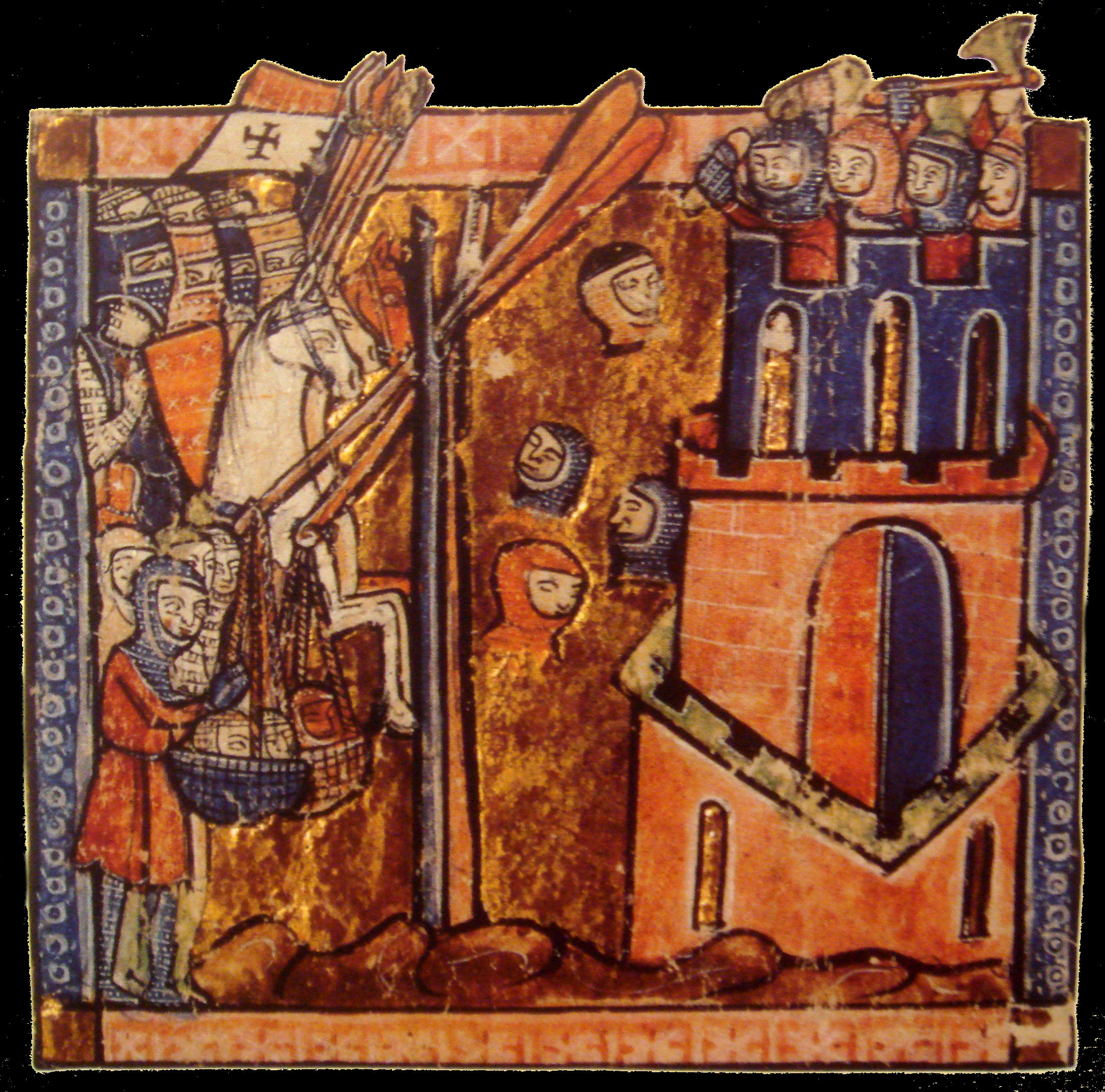
ムスリムの首多数を投石機でニカイア市内に投げ込む十字軍兵士

東ローマ帝国皇帝アレクシオス1世コムネノスは十字軍と連合して戦うことはせず十字軍の後方を進軍しており、ニカイア攻囲戦の最中はペレカヌム（Pelecanum）付近に陣取っていた。皇帝は陣地から軍船を陸送してアスカニウス湖に浮かばせ、十字軍のニカイア封鎖を支援しようとした。これによりニカイアは外部からの食糧の補給路となっていた湖上の水運を失うはずであった。船は、6月17日に Manuel Boutoumites の指揮下で湖に到着した。将軍タティキオス（Tatikios）も2,000人の歩兵とともにニカイアに到着した。
一方、十字軍がニカイア陥落後に略奪や虐殺をするのを恐れるアレクシオス1世は、 Boutoumites 将軍に、十字軍には極秘でニカイア市と降伏の交渉を進めよと命じた。タティキオスが十字軍と合流して城壁への直接攻撃を行う間、Boutoumites は城壁を攻める振りをして交渉を行い、あたかも戦いでニカイアを征服したように見せかけるようにとの指令だった。クルチ・アルスラーン1世も撤退前にギリシア人市民らにアレクシオス1世への降伏を勧めていた。こうして6月19日、テュルク人守備兵は Boutoumites 将軍に投降し、ニカイアには東ローマの旗が翻った。

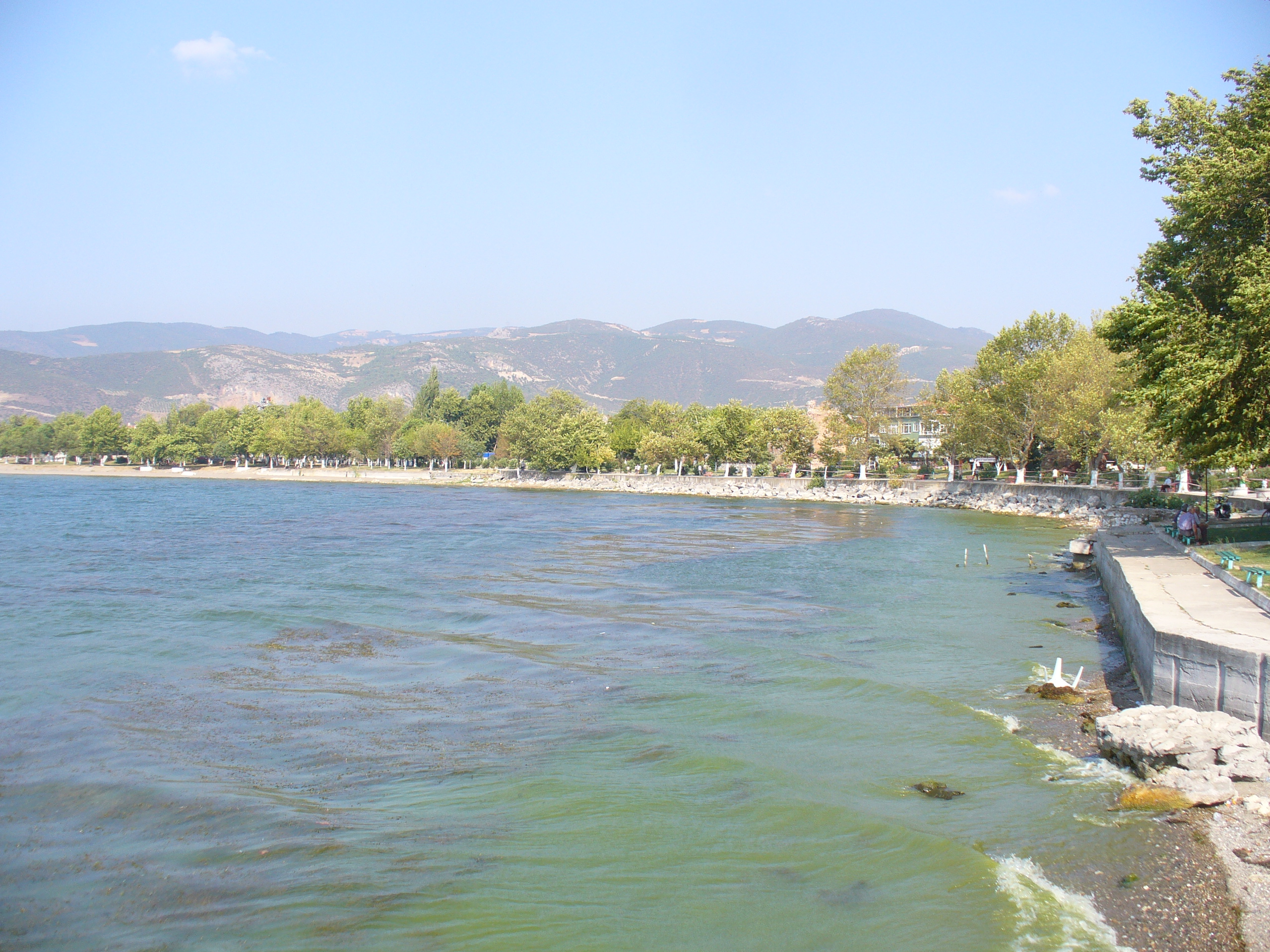
アスカニウス湖（現在のイズニク湖）

十字軍にとって、ニカイアの降伏は寝耳に水の出来事だった。アレクシオス1世が行った極秘の交渉に対し十字軍の諸公は激怒した。ニカイアの守備を命じられたBoutoumites 将軍は、十字軍将兵の入市を制限し一度に10人以上の集団を組んでニカイアに入ることを禁じた。これにより十字軍はニカイアを占領・略奪して金銀や食糧を補給することが出来なくなった。さらにテュルク人の信頼できない将軍たちも市内から追放した（将軍らは実際、東ローマ皇帝への面会に向かう途中に案内を人質に取ろうとさえした）。市内に残っていたクルチ・アルスラーン1世の家族らはコンスタンティノープルへ連行されたが、最終的には身代金なしでクルチ・アルスラーン1世のもとへ釈放された。
アレクシオス1世は十字軍に資金、軍馬、その他の褒美を与えたが、ニカイアを自ら占領できればもっと多くのものを得られたはずだと考える十字軍将兵の怒りは収まらなかった。Boutoumites は十字軍に対し、アレクシオス1世への臣下の誓いをコンスタンティノープルでまだ示していない者は、ここで誓わない限り出発は許さないとした。タンクレードは、すでにコンスタンティノープルで誓ったといって真っ先に拒絶したが、最終的には誓いをさせられた。

## その後
十字軍は6月26日にニカイアを出発した。ボエモン、タンクレード、ロベール2世、タティキオスらが前衛となり、その後をゴドフロワ、ボードワン、エティエンヌ2世、ユーグ・ド・ヴェルマンドワ（フランス王フィリップ1世の弟）らが続いた。タティキオスは十字軍に対し、彼らがこれから陥落させるであろうアナトリアの諸都市はもとは東ローマ帝国のものだったので、占領後は自らの領土にせず必ず東ローマに引き渡すよう確認させた。
十字軍の士気はいまだ高く、エティエンヌ2世は妻アデル・ド・ノルマンディーに対してエルサレムへはあと5週間ほどで着くだろうと書簡を書いた。しかしエルサレムへの道のりは長かった。7月1日、途中のドリュラエウム（現在のエスキシェヒール）で彼らはクルチ・アルスラーン1世とダニシュメンド朝の連合軍を破り（ドリュラエウムの戦い）、10月にはアンティオキアに着いて長いアンティオキア攻囲戦を戦うことになる。彼らがエルサレムに到達するのは、ニカイアを出て2年後の1099年のことだった。